# 夏の誘惑 (フォーリーブスの曲)
「夏の誘惑」（なつのゆうわく）は、1971年7月1日にCBS・ソニーレコード（現：ソニー・ミュージックレーベルズ）から発売されたフォーリーブスの11枚目のシングルである。

## 収録曲
全作曲・編曲:鈴木邦彦
1. 夏の誘惑
作詞:北公次
2. 太陽の季節
作詞:ちあき哲也